# Baumwieserhof
Der Baumwieserhof ist ein ehemaliger Gutshof und Weiler auf dem Gebiet der Stadt Langenselbold im Main-Kinzig-Kreis, Hessen. Seit dem 13. Jahrhundert wird der Hof unter verschiedenen Eigentümern als landwirtschaftlicher Betrieb genutzt.

## Geographische Lage
Der Baumwieserhof liegt an einer schmalen Verbindungsstraße, die von der südlich gelegenen Verbindungsstraße Langenselbold – Niedergründau abzweigt und nach Hüttengesäß führt, nordöstlich der Langenselbolder Kernstadt.

## Geschichte
Der Baumwieserhof wurde erstmals im Jahr 1238 urkundlich erwähnt, als Papst Gregor IX. die Besitztümer des Klosters Selbold aufführte. Der Baumwieserhof mit diente neben zwei anderen Höfen in der Umgebung der Versorgung dieses Chorherrenstifts. Nach dem Untergang des Klosters Selbold im Zuge der Säkularisation im 16. Jahrhundert fiel der Hof in den Besitz der Grafen zu Isenburg-Birstein und wurde von da an an verschiedene Betreiber verpachtet. Später übernahm das Haus Isenburg-Birstein den Hof auf Geheiß der deutschen Reichsregierung in fürstliche Eigenwirtschaft.
Nach dem Zweiten Weltkrieg erließ die Bundesregierung das Lastenausgleichsgesetz. Das Gesetz sah vor, dass Großgrundbesitzer einen Teil ihres Grundbesitzes an Vertriebene abzugeben hatten, wovon auch das Haus Isenburg-Birstein betroffen war. Um nicht von jedem Hof einen Teil abgeben zu müssen, überließen die Eigentümer dem Bund den gesamten Baumwieserhof mit 1,54 km² landwirtschaftlicher Nutzfläche, um alle anderen Höfe in ihrem Besitz vollständig erhalten zu können. Während der Großteil des Hofes von vertriebenen Landwirten übernommen wurde, kaufte der Odenwälder Landwirt Paul Butz ein Gebäude der Liegenschaft sowie 40 ha der dazugehörigen Ländereien und richtete dort einen neuen landwirtschaftlichen Betrieb ein.
Dieser Betrieb wird nunmehr in dritter Generation weitergeführt und erzeugt und verkauft landwirtschaftliche Produkte, insbesondere Schweinefleisch- und Wurstwaren aus eigener Schlachtung und Produktion. Auf dem Gelände hat das Unternehmen einen Hofladen für den Direktverkauf eingerichtet.